# NGC 4261
NGC 4261 este o astrophysical x-ray source⁠(d) situată în constelația Fecioara. A fost descoperită în 13 aprilie 1784 de către William Herschel. Se află la o distanță de 32,36 de megaparseci de Pământ.